# 哈里·费尔特
哈里·唐纳德·费尔特（英語：Harry Donald Felt，1902年6月21日—1992年2月25日），美国海军上将，曾担任美国太平洋司令部司令。

## 生平
1902年，出生于堪萨斯州托皮卡。
1919年，毕业于驻马里兰州安纳波利斯的美国海军学院。
1929年，为海军航空飞行员。
1956年，任驻意大利加埃塔的美国第6舰队司令。
1958年，任美国太平洋司令部司令。
1964年，退役。
1992年，去世。